# Moon Over Naples
«Moon Over Naples» (en español: «Luna sobre Nápoles») es una canción instrumental compuesta en 1965 y originalmente escrita por Bert Kaempfert para el álbum The Magic Music of Far Away Places para Decca Records. 

## Versiones

### Singleton y Snyder
En el año 1966 Sergio Franchi versionó la canción con letra escrita por Charles Singleton y después, Al Martino reescribió la canción con nuevas letras de Eddie Snyder, titulada «Spanish Eyes». 
Por tanto, todas las versiones posteriores, listan a Singleton y Snyder entre los créditos.
En 1965 en los Estados Unidos, logró el #15 en la Cartelera Billboard Hot 100 durante cuatro semanas y entró en 1966 en la Hot Adult Contemporary Tracks
Por otra parte La versión vocal arrasó en Europa, donde vendió 800 000 copias en Alemania y entró en el UK Singles Chart dos veces; el número 49 en 1970 y el número cinco en agosto de 1973.

### Kaempfert
En 1968, Bert Kaempfert reescribió la letra de «Spanish Eyes» y ganó con uno de los cinco BMI que se otorgan.

## Interpretaciones
«Spanish Eyes» (Ojos tan españoles) fue interpretada por Elvis Presley, Engelbert Humperdinck, Wayne Newton y Faith No More, incluso cantada por Homer Simpson en Los Simpson en el episodio, Homer vs. Dignity.
Una versión de Willie Nelson y Julio Iglesias ocupó el número 8 en la el Hot Country Songs 1988.
Geoffrey Hutchings y Sheila Reid interpretaron la canción en el final de la tercera temporada de la comedia de televisión británica Benidorm.
Willie Littlefield grabó una versión para su álbum Singalong with Little Willie Littlefield en 1990. 
El grupo británico Il Divo grabó a dúo «Spanish Eyes» con el cantante británico Engelbert Humperdick producida por Alberto Quintero, incluido en el álbum"Engelbert Calling" publicado el 30 de septiembre de 2014..